# 플리키
플리키(Flicky, フリッキー)는 세가가 1984년 5월 아케이드로 출시한 플랫폼 게임이다. 이 게임은 SG-1000, MSX,그리고 NEC PC-8801에 동시 출시되었으며, 메가 드라이브에도 이후 출시되었다. 이 게임의 주인공 플리키는 세가의 초기 마스코트가 되어 수많은 세가 아케이드 게임에 카메오로 등장했다.

## 개발 및 발매
플리키는 카와사키 요시키가 그림을 그리고 이시이 요지가 디자이너를 맡아 1년 가량의 개발 기간을 거쳐서 탄생했다. 최초에는 플리피(Flippy)라는 제목으로 정했으나, 미국에서 상표 출원 문제가 생겨 현재의 이름으로 바뀌게 됐다.
플리키는 1984년 5월에 처음 발매된 후 당시 유통되던 플랫폼으로도 이식됐는데, SG-1000같은 세가 플랫폼과, MSX, 샤프 X1, 후지쯔 FM-7와 NEC PC-8801같은 일본 컴퓨터 기종으로 발매됐다. 1991년에는 메가 드라이브로 이식돼 일본을 제외한 미국 및 유럽 지역에 발매됐다. 1997년 2월에는 아케이드판이 세가 새턴으로 발매된 세가 에이지스 메모리얼 설렉션 Vol. 1에 수록됐고, 2000년 이후에는 메가 드라이브판이 세가 제네시스 컬렉션이나 세가 제네시스 클래식스 팩 등 여러 합본판에 포함되어 발매됐다.

## 후속
이 게임의 주인공 플리키는 세가의 초기 마스코트가 되어 수많은 세가 아케이드 게임에 카메오로 등장했다. 소닉 더 헤지호그에선 단역이 돼 등장했고, 소닉 3D 블래스트에선 주요 인물이 됐다.

## 평가
| Reception (Genesis)                                                                                             |        |
| --- | ------ |
| 평론 점수 평론사 점수 CVG 84% [ 4 ] EGM 5.3/10 [ a ] [ 5 ] MegaTech 88% [ 6 ] Mean Machines 92% [ 7 ] ACE [ 8 ] |        |
| 평론 점수 |        |
| 평론사 | 점수   |
| CVG | 84%    |
| EGM | 5.3/10 |
| MegaTech | 88%    |
| Mean Machines                                                                                                   | 92%    |
| ACE | [ 8 ]  |